# Thomas Bouvier
Thomas Bouvier (* 7. März 1962 in Genf) ist ein Schweizer Musiker, Schriftsteller und Fotograf.

## Leben
Thomas Bouvier wuchs als Sohn des Reiseschriftstellers Nicolas Bouvier in Genf auf. Nach einem Musikstudium am Musical Institute of Technology in Los Angeles und in Genf spezialisierte er sich auf Computermusik.

## Auszeichnungen
- 2003: Prix Regis de Courten
- 2003: Bourse de la Fondation Leenhards[1]
- 2004: Prix Rambert für Demoiselle Ogata

## Ausstellungen
- 2016: Dauerhafte Installation von zwei Bildern im Format 8 × 5 Meter, Musée cantonal d’archéologie et d’histoire, Lausanne[2]
- 2017: Sans limite, Ausstellung von Bergfotografien im Lausanner Musée de l’Elysée[3]

## Werke
- Demoiselle Ogata. Zoé, Genf 2002, ISBN 2-88182-464-1
- Ombre ovale. In: Frédéric Pajak: Les mots des cimes, Editions Regards du monde 2005, ISBN 2-9700479-0-X
- Le livre du visage aimé. Zoé, Genf 2012, ISBN 978-2-88182-849-2
- America Lonely.  Éditions Slatkine, Genf 2013, ISBN 978-2-8321-0570-2